# Schizomavella cornuta
Schizomavella cornuta är en mossdjursart som först beskrevs av Heller 1867.  Schizomavella cornuta ingår i släktet Schizomavella och familjen Bitectiporidae.
Artens utbredningsområde är havet utanför Belgien. Inga underarter finns listade i Catalogue of Life.